# El Nith
El Nith är en ort i Mexiko.   Den ligger i kommunen Ixmiquilpan och delstaten Hidalgo, i den sydöstra delen av landet, 120 km norr om huvudstaden Mexico City. El Nith ligger 1 751 meter över havet och antalet invånare är 1 487.
Terrängen runt El Nith är kuperad åt sydväst, men åt nordost är den platt. Runt El Nith är det ganska tätbefolkat, med 96 invånare per kvadratkilometer. Närmaste större samhälle är Ixmiquilpan, 2,8 km väster om El Nith. Trakten runt El Nith består till största delen av jordbruksmark.